# Paremballonura atrata
Paremballonura atrata é uma espécie de morcego da família Emballonuridae. Endêmica de Madagáscar. Está ameaçada por perda de habitat.